# Bavonne
La colline de Bavonne est située entre les communes de Chirens, La Murette et Voiron, dans le département français de l'Isère. Elle culmine à 843 mètres d'altitude.